# アクレモニウム
アクレモニウム(Acremonium)は、ボタンタケ目に属する菌類の属である。かつてセファロスポリウム(Cephalosporium)と呼ばれた菌を含む。

## 特徴

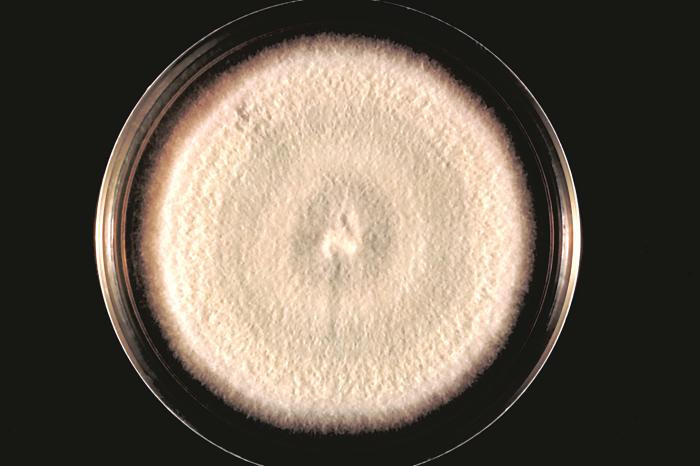
平板培養したAcremonium falciforme

アクレモニウムはほとんどが腐生菌で植物遺体や土壌から見出される。生育は遅く、コロニーははじめ小さく湿潤で、次第にスエードや羊毛のような外観を呈するようになる。菌糸は細く透明で、特別な分枝もしないで単純なフィアライドを形成する。分生子は通常1細胞からなりフィアライドの頂点に生じる粘液球の中にあって塊状に生じる。

## 分類
これまでに200種近く、培養株や確かな標本が存在するものに限っても100種近くが知られているが、形態的な特徴が乏しいことにより寄せ集められた多系統的な属である。形態からアクレモニウムと同定された培養株を多数用いた分子系統解析によると、アクレモニウムのほとんどは子嚢菌門フンタマカビ綱のうちボタンタケ目に属しているが、それ以外の目にもアクレモニウムと形態のよく似た菌が存在している。またボタンタケ目のなかでも多様な系統から見出されており、特定の分類群に対応するわけではない。タイプ種A. alternatumに対してエピタイプが指定されたことから、これに近縁でないものをアクレモニウム属から除外するなどの整理が今後次第に行われると考えられる。すでにA. strictumがSarocladium属へ移され、Gliomastix節が属に昇格するなどの措置が執られている。一方、タイプ種に近縁な（狭義の）アクレモニウム属については、ボタンタケ目のうちビオネクトリア科の所属とされている。
また属だけでなく種についても形態的特徴から分類することは困難であり、A. alternatum、A. curvulum、A. persicinum、A. recifei、A. strictumなどが多系統的である。

## 病原性
ヒトや動物に対して日和見感染し、菌腫、爪白癬、無色菌糸症を引き起こす。ヒト感染例はまれであるが、アクレモニウムによる無色菌糸症は、関節炎、骨髄炎、腹膜炎、心内膜炎、肺炎、脳炎などを起こす場合がある。

## 医薬品への応用
第2次世界大戦終結から間もない1940年代後半、イタリア・サルジニア島にて採取されたセファロスポリウムから、チフス菌などに薬効を有する抗生物質セファロスポリンが発見された。1928年に発見されている世界初の抗生物質ペニシリンと比べて酸に対する安定性が高く、また服用後に於ける重篤なアレルギー症状の発現頻度が低いこともあって、いち早く実用化されたペニシリンを置き換える存在となった。

## 歴史
1809年にドイツ・ロストック大学（当時）の博物学者リンクが、生殖性細胞の一端に単一の胞子が生じると考え、ギリシャ語のάκρο（端・頂）とμόνος（単一）からAcremoniumと命名した。彼が観察したAcremonium alternatumは、先がすぼまったフィアライド（＝生殖性細胞）から、実際には単一ではなく複数の分生子が連鎖状に生じる。これとよく似ているが、分生子が連鎖をつくるのではなく、粘液に包まれた球状の塊を作る菌が多く知られており、伝統的にCephalosporium属に分類されてきた。ところが1968年にオーストリア人の菌学者ヴァルター・ガムスが、本来のCephalosporium属は接合菌であったと考えられることを示し、それまでCephalosporium属に含めてきた子嚢菌を形態的によく似たその他の種とともにAcremonium属に移した。1990年代になって分子系統解析が行われるようになると、多系統的な属であることが認識されるようになり、以後は徐々に分割されつつある。